# Dianthus jugoslavicus
Dianthus jugoslavicus är en nejlikväxtart som beskrevs av K. Micevski. Dianthus jugoslavicus ingår i släktet nejlikor, och familjen nejlikväxter. Inga underarter finns listade i Catalogue of Life.